# Ivan Vucov
Ivan Kolev Vucov (in bulgaro Иван Колев Вуцов?; Gabrovo, 14 dicembre 1939 – Sofia, 18 gennaio 2019) è stato un calciatore e allenatore di calcio bulgaro.
Dopo aver militato principalmente nel Levski Sofia dal 1960 al 1969, ha militato nell'Akademik Sofia, concludendo la carriera di calciatore nel 1972, giocando anche 24 partite in Nazionale.
Da allenatore è stato CT della Bulgaria tra il 1982 e il 1986, e tra il 1989 e il 1991, oltre ad allenare squadre come Levski Sofia, Spartak Varna e Hajduk Split.

## Palmarès

### Giocatore

#### Competizioni nazionali
- Campionato bulgaro: 2

Levski Sofia: 1964-1965, 1967-1968
- Coppa di Bulgaria: 1

Levski Sofia: 1966-1967

### Allenatore

#### Competizioni nazionali
- Campionato bulgaro: 2

Levski Sofia: 1978-1979, 1992-1993
- Coppa di Bulgaria: 2

Levski Sofia: 1975-1976, 1978-1979